# Zbigniew Włodkowski
Zbigniew Włodkowski (Pisz; 30 de Abril de 1961 — ) é um político da Polónia. Ele foi eleito para a Sejm em 25 de Setembro de 2005 com 2842 votos em 35 no distrito de Olsztyn, candidato pelas listas do partido Polskie Stronnictwo Ludowe.